# Le Fumeur de pipe
Ne doit pas être confondu avec Le Fumeur de pipe accoudé du même auteur et Le Fumeur de pipe de Courbet.

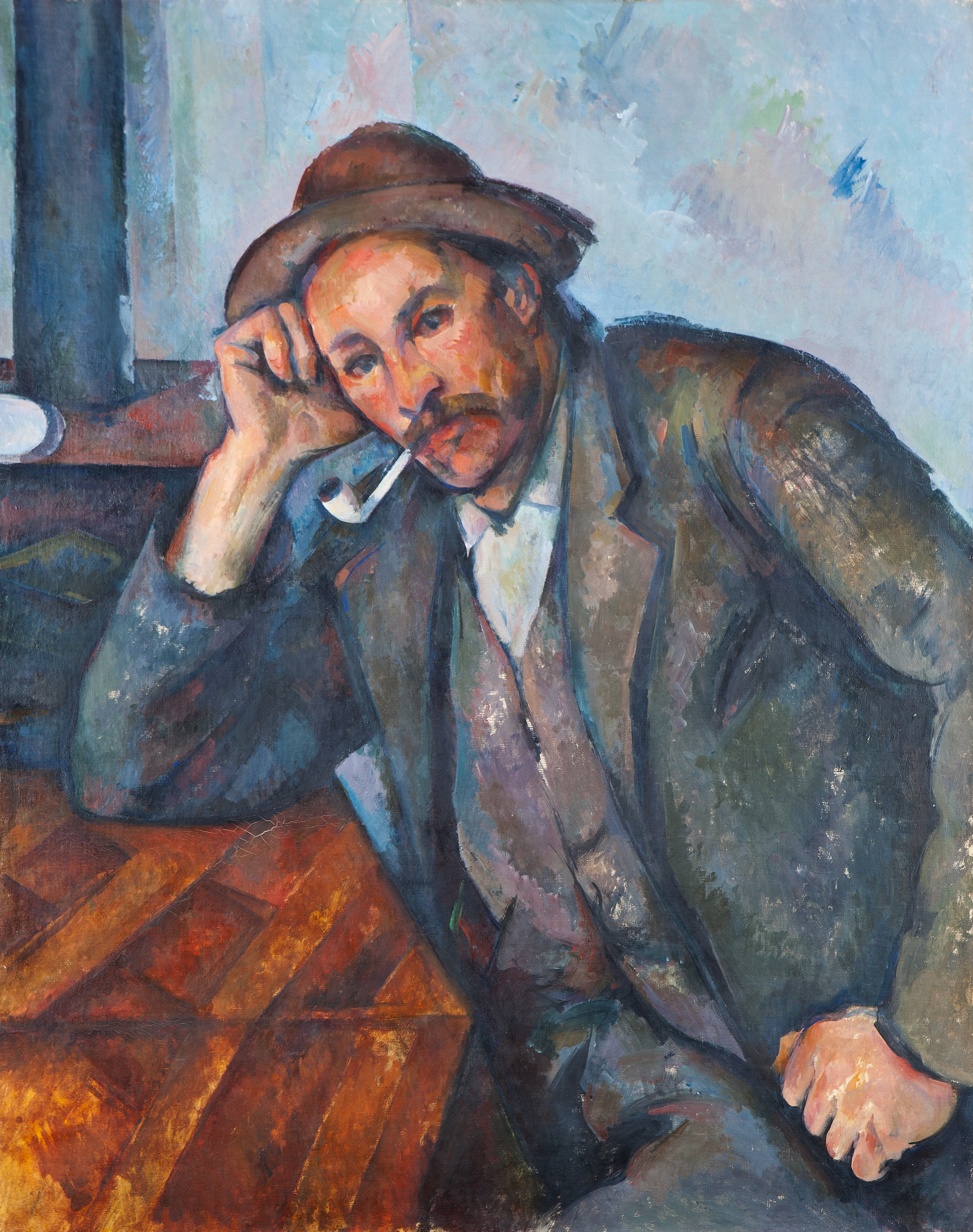
Le Fumeur accoudé, 1890, Kunsthalle de Mannheim

Le Fumeur de pipe, ou L'Homme à la pipe, est une huile sur toile du peintre français Paul Cézanne conservée au musée de l'Ermitage de Saint-Pétersbourg. Elle mesure 92,5 × 73,5 cm et date de 1891.

## Analyse
Le sujet du tableau est un paysan en train de fumer une pipe en terre blanche dont elle trace la pente de son épaule. Cet homme jeune et plein de force (Paulin Paulet qui est payé cinq francs par séance de pose) est un des paysans de la famille Cézanne de leur propriété du Jas de Jouffan, domaine agricole acheté en 1859. La scène se passe dans la cuisine du Jas de Bouffan. Paulin Paulet, en gilet et veste épaisse gris bleu, appuie le coude sur la table de la cuisine couverte d'une nappe brune, sur laquelle on distingue une petite nature morte d'une bouteille de vin et de pommes. Il a posé au moins pour trois tableaux de Cézanne, dont la série Les Joueurs de cartes (où il pose avec le père Alexandre). Cézanne et Zola rappellent, au début de leur correspondance, les longues heures de détente et de rêverie passées à fumer (Cézanne alterne entre le cigare et la pipe, Zola préfère cette dernière), ce qui explique la présence de personnes fumant la pipe dans de nombreux tableaux du peintre (Pastorale, Les voleurs et l'âne (it) Le Déjeuner sur l'herbe…). Cézanne, qui descend de cultivateurs alpins et a vécu une enfance assez modeste, se sent proche des paysans et affectionne les scènes banales de la vie quotidienne qui les représentent, d'où les nombreux tableaux montrant cette classe sociale fumer la pipe, travailler la terre ou jouer aux cartes.
Une autre version plus dépouillée se trouve au Kunsthalle de Mannheim : dans Le Fumeur accoudé, un poêle dont le tuyau en haut et à gauche cadre la composition, tend un axe diagonal entre les deux poings du paysan, aussi expressifs plastiquement et psychologiquement que son visage. C'est une « force de la nature » que Cézanne veut représenter, « une de ces personnalités populaires pleines d'énergie et de puissance, qui inspiraient à Cézanne de la sympathie et de l'admiration ». Cézanne expose sa théorie de la modulation en construisant la profondeur par une recherche du modelé qui est fondée sur la modulation des couleurs sur le mur du fond dont les nuances vont du bleu au mauve, ou sur le vêtement brun patiné qui vire au bleu selon l'incidence de la lumière.